# 애정은 깊은 바다와 같이
애정은 깊은 바다와 같이(The Deep Blue Sea)는 영국에서 제작된 아나톨 리트박 감독의 1955년 드라마, 멜로/로맨스 영화이다. 비비안 리 등이 주연으로 출연하였다.

## 출연

### 주연
- 비비안 리
- 케네스 모어
- 에릭 포트먼

### 조연
- 엠린 윌리엄스
- 모이라 리스터
- 아더 힐
- 댄디 니콜스
- 지미 핸리
- 마리엄 칼린
- 헤더 태처
- 빌 쉰
- 브라이언 울톤
- 시드니 제임스
- 알렉 맥코웬
- 깁 맥러플린